# Famille Panhard
La famille Panhard est une famille française originaire de Loudéac en Bretagne, installée à Paris à la fin du XVIIIe siècle. Elle a donné son nom à l'entreprise de construction automobile Panhard & Levassor.

## Liens de filiation entre les personnalités
La lecture des registres BMS (baptêmes, mariages, sépultures) et des registres NMD (naissances, mariages, décès) permet d'établir les liens de filiation entre les personnalités :
- Yves Penhart (1654 à Loudéac - 5 juillet 1728 à Loudéac), voiturier. Il épouse Jeanne Launay.
  - Julien Penhart (1694 à Loudéac - 8 mai 1771 à Plémet). Le 20 février 1719 à Plémet, il épouse Péronelle Tanvieux.
    - François Penhart (1er juin 1721 à Plémet - 9 juin 1782 à Nantes), raffineur. Le 7 juin 1757 à Nantes, il épouse Marie Legeay.
      - François René Panhard (21 novembre 1760 à Nantes - 2 février 1838 à Paris 22, rue Bergère), sellier puis carrossier à Paris 22, rue Bergère. Le 7 décembre 1795 à Paris, il épouse Marie-Jeanne Guérin.
        - Adrien Joseph Panhard (2 août 1800 à Paris 22, rue Bergère - 12 octobre 1857 à Grignon-Thiais), carrossier dans l'entreprise Panhard-Prieur, 22, rue Bergère. Le 7 octobre 1839 dans le 2e arrondissement de Paris, il épouse Marie Louise Octavie Landormy.
          - René Panhard (1841-1908), ingénieur en mécanique français, cofondateur de l'industrie automobile Panhard en 1889.
            - Hippolyte Panhard (5 octobre 1870 à Hyères - 27 octobre 1957 dans le 8e arrondissement de Paris), pilote automobile, maire de Thiais.  Le 6 janvier 1903 à dans le 7e arrondissement de Paris, il épouse Marguerite Marie Cécile Michau.
              - René Panhard (1912-1997), pilote de chasse.

          - Léon Napoléon Charles Adrien Panhard (5 mai 1844 à Paris - 4 novembre 1911 à Roize), avocat au Conseil d'Etat et à la Cour de cassation. Le 28 mai 1874 à Versailles, il épouse Jenny Henriette Marie Fontaine.
            - Paul Panhard (1881-1969), directeur général de Panhard, de 1915 à 1965. Le 26 juin 1912 à Cambrai, il épouse Louise Bonnel (1890-1989).
              - Jean Panhard (1913-2014), industriel, directeur général de Panhard puis président de la société de Construction Mécaniques Panhard-Levassor, président de l'Automobile Club de France et de la chambre syndicale des constructeurs automobiles. Le 17 août 1940 à Terjat (Allier), il épouse Jeanne d'Arc Marie Marthe Chodron de Courcel.